# JR東海371系電車
371系電車（371けいでんしゃ）は、かつて東海旅客鉄道（JR東海）で運用されていた特急形直流電車である。
本項ではJR東海での廃車後に富士急行（分社化により現：富士山麓電気鉄道）に譲渡された富士急行8500系電車についても記述する。
以下、日本国有鉄道は「国鉄」、東海旅客鉄道は「JR東海」、小田急電鉄は「小田急」、小田急3000形電車は「SE車」、小田急20000形電車および譲渡後の富士急行8000系電車は「RSE車」、小田急60000形電車は「MSE車」と表記する。

## 概要
JR東海となってから初めて新造された在来線用特急形電車で、御殿場線と小田急電鉄小田原線の相互直通運転用に開発された。7両固定編成×1編成のみが製造され、当時の通商産業省より1991年度グッドデザイン商品に選定された。マスコンはJR東海社唯一の右手持ちワンハンドルマスコンとなっている。外観デザインは剣持デザイン研究所が担当した。

### 登場の経緯
御殿場線では、小田急が1950年（昭和25年）から新宿駅から直通する準急列車を運行しており、御殿場線が電化された1968年（昭和43年）7月以降は8両連接から5両連接に短縮したSE車を使用した連絡急行「あさぎり」が御殿場線に乗り入れていた。同時期に国鉄でも東京駅から東海道本線経由で直通する急行「ごてんば」を165系によって運行していたが、所要時間が「あさぎり」と比較して長かったこともあって乗客が定着せず、1985年（昭和60年）3月13日限りで廃止されていた。一方、1964年（昭和39年）ごろからは乗り入れ区間を沼津駅まで延長するという要望が出ていたが、当時の御殿場線は御殿場駅 - 裾野駅間の約15kmにわたって列車交換設備がなく、国鉄の財政的な問題もあって進展を見なかった。
国鉄分割民営化後の1988年（昭和63年）7月に、小田急からJR東海に対して車齢30年を超えたSE車の更新について申し入れがあったことや、御殿場線の利用者増を受けて1989年（平成元年）に富士岡と岩波の両駅に列車交換設備が新設されたことがきっかけとなり、小田急とJRの間で相互直通運転に関する協議が進められることになった。この協議の中で、当該列車は急行から特急に格上げした上で運行区間も沼津駅 - 新宿駅間に延長し、あわせて2社がそれぞれ新型車両を導入して運用する相互直通運転に変更されることとなった。
このころのJR東海では、優等列車の車両置き換えによるイメージアップとあわせ、イベントや観光開発を推進することで路線の総合改善を図るという手法をとっており、すでに高山本線で実績をあげていた。御殿場線においても同様に行われ、新しい観光ルートの設定による広域観光の振興、既存ルートとあわせた需要喚起、また赤字路線である御殿場線のイメージアップと活性化という期待をかけ、近代的なイメージの車両を送り出すことになった。
こうして「ソフトで洗練されたデザイン」をコンセプトとして、小田急との「相互直通運転車両の規格仕様に関する協定書」に基づき、基本仕様を同社RSE車と統一した車両として登場したのが371系である。

## 構造
本項では、登場当時の仕様を記述する。

### 車体
クモハ371形は車体長21,000mm・全長21,250mm、モハ370形とモハ371形は車体長19,500mm・全長20,000mm、サロハ371形は車体長19,750mm・全長20,250mmで、いずれも車体幅は2,900mmの全金属製車体である。屋根と出入台・売店部分の床板はステンレス製、それ以外は普通鋼製である。
先頭部の形状は、3次元曲線で構成された流線形非貫通構造で、6枚の3次元曲面ガラスで構成し、屋根部分まで一体感のあるデザインとした。先頭部下部には格納式連結器を装備する。2階建てのサロハ371形はボリューム感を持たせるために中央部の構体下部（1階部分）を膨らませたため、1車両で2種類の車体断面を有する。
| プラグドア |  | サロハ371の中央部は縦の連続窓風 |
| プラグドア |  | サロハ371の中央部は縦の連続窓風 |

側面客用扉は各車両とも1ヶ所で、外引き式のプラグドアが採用され、扉幅は800mm幅とした。限定した扉を扱うケースに対応し、乗務員室からの操作で半自動開閉指令を行い、添乗員が各乗降口に設置されたスイッチで開閉する半自動扱いも可能としている。
普通車の側面窓は、眺望に配慮し、幅1,650mm×高さ1,020mmのサイズとして、窓柱の幅を350mmとして配置した。窓の上辺は車内の荷物棚下端で、窓の下端は座席の肘掛より低い位置である。サロハ371形の中央部は、大型の曲面ガラスで1階と2階をつなぐ縦の連続窓風に配置し、編成全体でダイナミックなアクセントとなることを狙った。車両間の貫通路は750mm幅となっているが、2両のサロハ371形の間は2階部分で貫通させており、この箇所のみ650mm幅（有効幅550mm）とした。2階建て車両の1階海側には非常口を設置した。
塗装は新幹線100系電車と同一の、白3号■をベースに窓周りが青20号■の帯を配したものとなった。側面種別・行先表示器は2種類の配置があり、クモハ371形とモハ371形は列車名と座席種別を横に並べたタイプ、モハ370形とサロハ371形では列車名と座席種別を縦に並べたタイプである。

### 車内
全車両に共通する内容として、室内照明はダブルデッカーの1階も含めてすべて間接照明を採用し、床はすべてカーペット敷きとした。また、客室端部にはLEDスクロール式の情報案内表示器を設置した。折り返し駅での座席方向転換の時間を短縮するため、電動式の一斉回転機構を採用した。また、御殿場線と小田急小田原線を結ぶ連絡線にはデッドセクションが存在するため、セクション通過時に室内灯が消灯しないようにインバータ付直流蛍光灯を採用した。座席番号表示は、国鉄・JR方式の窓側と通路側をアルファベットで分ける方式（海側からA - C・D）ではなく、小田急方式の車両ごとに連番とする方式である。
| グリーン車車内 |  | グリーン車座席 |
| グリーン車車内 |  | グリーン車座席 |

グリーン車の室内色は、「季節感」をテーマとした。座席は2人掛け座席の幅が1,250mm、1人掛け座席の幅が660mmのフリーストップ式回転リクライニングシートを採用し、海側を1人掛け座席としたシートピッチ1,100mmで配置した。座席には大型の背面テーブルとフットレストを装備し、肘掛にインアームテーブル・液晶テレビ等のAV装置やスチュワーデスコールスイッチを組み込んだ。座席上部にはスポット式空調吹き出し口と読書灯を設置した。
| 普通車車内 |  | 普通車座席 |
| 普通車車内 |  | 普通車座席 |

普通車の室内色は、グレーと淡いピンクによって、明るく落ち着いたデザインとすることを狙った。座席は回転式の2人掛けフリーストップ式リクライニングシートを採用し、シートピッチ1,000mmで配置した。すべての座席には背面テーブルとフットレストを装備し、肘掛はレザー張りとした。2人掛け座席では車両の縦列で表皮の色調を変更した。なお、サロハ371形の1階席のみシートピッチ1,100mmとし、1階席海側のみ1人掛け座席を配置しグリーン車並みの居住性を確保した。また、サロハ371形の1階席窓下には前後方向に細長いテーブルと小物置き場を設置した。
| サロハ371形1階席車内 |  | 1階席窓下にテーブルと小物置き場を設けた |  | サロハ371形の出入台 |
| サロハ371形1階席車内 |  | 1階席窓下にテーブルと小物置き場を設けた |  | サロハ371形の出入台 |

サロハ371形の出入台（デッキ）は、車販準備室や客室への階段などが配置されるオープンな機能空間としてデザインした。2階客室への階段はメイン通路となるので、幅1mと広く確保し、手すり部分には大型のガラスを収めた。この階段の海側を電話コーナー、山側を1階客室への階段とした。車内販売の基地となる車販準備室はサロハ371形の平屋部分に設け、海側にカウンターを設置し、山側には折り戸の収納庫を設けた。カウンター内には電子レンジや冷蔵庫を備え、簡単な調理が可能である。
モハ370形にはトイレと化粧室を設けた。0番台（6号車）では和式便器、100番台（2号車）では身体障害者対応の洋式便器とし、男性用小便器ブースを併設した。また、列車内専用の車椅子を2号車に常備した。

### 主要機器
電装品や台車については、211系5000・6000番台・213系5000番台や311系で採用実績のあるものを採用した。
主電動機については、出力120kWの直流直巻補極付電動機を採用し、各電動台車に2台ずつ装架した。クモハ371形・モハ370形はC-MT61A形、モハ371形ではC-MT64A形を使用した。7両中5両が電動車となり、御殿場線内の急勾配においても100km/h以上の速度で登坂が可能な性能を有する。主回路制御装置についても採用実績のある回生ブレーキ機能付界磁添加励磁制御方式で、クモハ371形に搭載されているのはCS57A形、モハ371形に使用されているのはC-CS59A形である。
| C-DT59形台車 |  | 運転台 |
| C-DT59形台車 |  | 運転台 |

台車は、動力台車がC-DT59形、付随台車がC-TR243形で、いずれの台車もすでに採用実績のあるヨーダンパ付軸ばね式軽量空気ばねボルスタレス台車である。2階席の座面と車両の重心が高い付随車の台車には、アンチローリング装置を設けた。
集電装置（パンタグラフ）は、菱形の東洋電機製造製C-PS24A形をクモハ371形とモハ371形に設置した。
冷房装置については、JR東海で標準となっている冷房能力18,000kcal/hのインバータクーラを各車両に2基ずつ搭載したが、マイコン制御で冷暖房および除湿と換気をコントロールする方式を採用し、電子フィルターや脱臭装置も設けた。暖房装置については座席下の脚台に吊り下げる方式として、足元スペースを広くすることを図った。
補助電源装置は、出力130kWのブースタ式DC-DCコンバータ (SCV) であるSC25A形（東洋電機製造製）をモハ370形とモハ371形に搭載したが、これも311系で採用実績がある機器である。ただし、特急車両となったことで直流100V、交流100Vの使用負荷が増えたことため、直流100V用の整流装置は別箱構成とし、空いたスペースを利用して交流100V電源の容量を増加させた。電動空気圧縮機 (CP) と蓄電池についてはモハ370形に搭載した。
運転台の主幹制御器は、JR東海で初採用となる右手操作のワンハンドル式を採用した。松田での乗務員交代の際に保安装置の切り替えをマスコンキー1本で可能とする装置を設置した。運転台コンソールはつや消しのダークグレーとし、運転中に使用しない機器はケーシング内に格納した。

## 形式
7両固定編成で、系列中に4形式が存在する。
クモハ371形両端の先頭車となる制御電動車 (Mc) で、集電装置と主制御装置を搭載する。新宿方先頭車（7号車）が0番台、沼津方先頭車（1号車）が100番台。
モハ370形クモハ371形と電動車ユニットを構成し、2号車と6号車に組み込まれる中間電動車 (M') で、室内照明や冷暖房などのサービス用補助電源装置を搭載する。番号区分は同じユニットのクモハ371形と同様で、新宿方6号車が0番台、沼津方2号車が100番台。
モハ371形5号車に組み込まれる単独の中間電動車 (M) で、集電装置・主制御装置・補助電源装置を搭載する。1両しか存在しないが、番号区分は200番台となっている。
サロハ371形3号車と4号車に組み込まれる2階建て構造（ダブルデッカー）の普通・グリーン合造付随車 (TSD) で、2階がグリーン客室、1階が普通客室である。新宿方（4号車）が0番台、沼津方（3号車）が100番台。

## 編成表
|          | ← 浜松・静岡・沼津新宿・三島 → |             |               |             |             |           |             |
| 号車     | 1                              | 2           | 3             | 4           | 5           | 6         | 7           |
| 形式     | クモハ371                      | モハ370     | サロハ371     | サロハ371   | モハ371     | モハ370   | クモハ371   |
|          |                                |             |               |             |             |           |             |
| 区分     | Mc                             | M'          | TSD           | TSD         | M           | M'        | Mc          |
| 車両番号 | クモハ371-101                  | モハ370-101 | サロハ371-101 | サロハ371-1 | モハ371-201 | モハ370-1 | クモハ371-1 |
| 搭載機器 | CON,PT                         | SCV,CP,BT   |               |             | SCV,CON,PT  | SCV,CP,BT | CON,PT      |
| 自重     | 40t                            | 39t         | 39t           | 38t         | 38t         | 39t       | 40t         |
| 車内設備 | 乗                             | WC          | グ、販、電    | グ、販、電  |             | WC        | 乗          |
| 定員     | 60                             | 60→58       | 32+18         | 32+18       | 68          | 60        | 60          |

Mc…制御電動車、M…電動車、T…付随車、CON…制御装置、SCV…補助電源装置、CP…電動空気圧縮機、PT…集電装置、BT…蓄電池
乗…乗務員室、グ…グリーン席、販…車販準備室、WC…トイレ・化粧室、電…公衆電話

## 運用

### 特急「あさぎり」

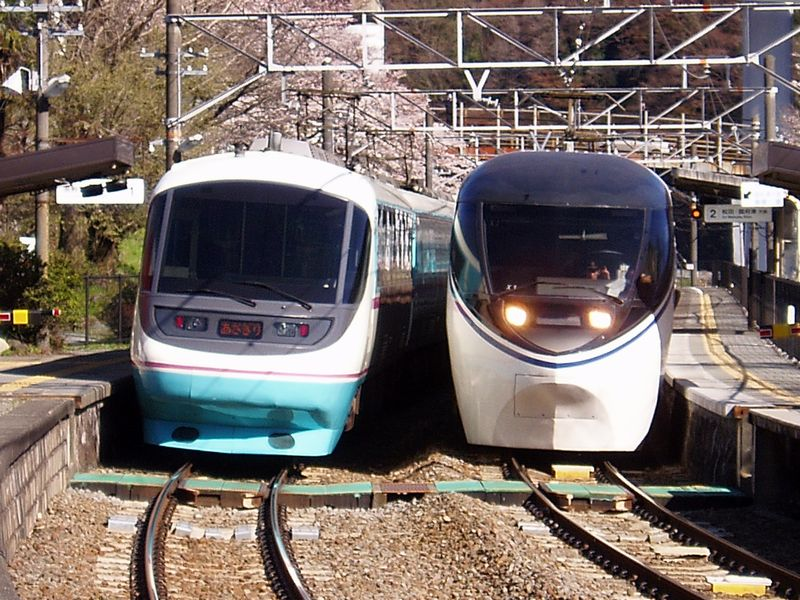
RSE車と離合する371系「あさぎり」

本系列は、1991年3月16日から「ホームライナー」で静岡から沼津まで営業を行い、沼津と新宿の間を「あさぎり2号」→「あさぎり3号」→「あさぎり6号」→「あさぎり7号」で2往復し、いったん三島に回送されてから「ホームライナー」で浜松まで運行した後に「ホームライナー」で静岡に戻る基本運用によって運用を開始した。この運用は登場以来ほとんど変更はなかったが、2009年（平成21年）3月14日のダイヤ改正以降「あさぎり7号」到着後の「ホームライナー」が沼津始発に変更されたため、沼津から三島までの回送運用がなくなった。「ホームライナー」運用時は3号車と4号車の二階席部分は締切扱いとなり、利用できない措置が取られていた。
定期検査は名古屋工場で行われたが、371系は1編成しかないため、検査の際には「あさぎり」全列車にRSE車が運用された。一方「ホームライナー」にはRSE車は使用されず、165系や313系などが「ホームライナー」に使用された実績がある。また、車両故障や不通の際には、一部区間を運休の上、小田急線内のみを小田急のほかの特急車両で運行することがあった。
2003年（平成15年）4月6日の小田急の座席予約システム更新時に、それまで連番方式だった座席番号の表示が変更され、窓側をA席（海側）・D席（山側）、通路側をB席（海側）・C席（山側）としたため、車内の座席番号表示も変更された。
| 登場当時（左）は菱形パンタグラフだったが、2006年にシングルアーム式に交換された（右）。 |  | 登場当時（左）は菱形パンタグラフだったが、2006年にシングルアーム式に交換された（右）。 |
| 登場当時（左）は菱形パンタグラフだったが、2006年にシングルアーム式に交換された（右）。 |  |                                                                                        |

2006年までにパンタグラフが菱形のC-PS24A形からシングルアーム式に換装したほか、2号車（モハ370-101）の15番座席が車椅子対応の1人掛け座席に変更されたので、定員が2名減少した。

小田急・JR東海の当列車相互乗り入れ終了および使用車種変更のため、2012年3月17日のダイヤ改正をもって定期運用からRSE車とともに離脱した。

### 「あさぎり」運用終了後

#### 臨時列車
「あさぎり」運用終了後は、臨時列車として以下の運用に就いた。
快速「さわやかウォーキングごてんばライナー」号2012年6月17日・24日に静岡駅 - 駿河小山駅・松田駅間を1往復運行。
快速「いわたウォーキング」号2012年12月9日に沼津駅 - 浜松駅間を1往復運行。
快速「おやまウォーキング」号2013年6月23日に静岡駅 - 駿河小山駅間を1往復運行。
急行「富士山トレイン371」号2013年7月20日・21日・27日・28日・8月3日・4日・2014年2月8日・9日・11日・15日・16日・22日・23日に浜松駅 - 御殿場駅間を各日1往復ずつ運行。
急行「中山道トレイン371」号2013年10月12日 - 14日・19日・20日・26日・27日・11月2日 - 4日に名古屋駅 - 奈良井駅間を各日1往復ずつ運行。売店の営業も行われた。
これに先立ち2013年6月9日には、中央本線において試運転が行われている。
急行「中山道トレイン」号

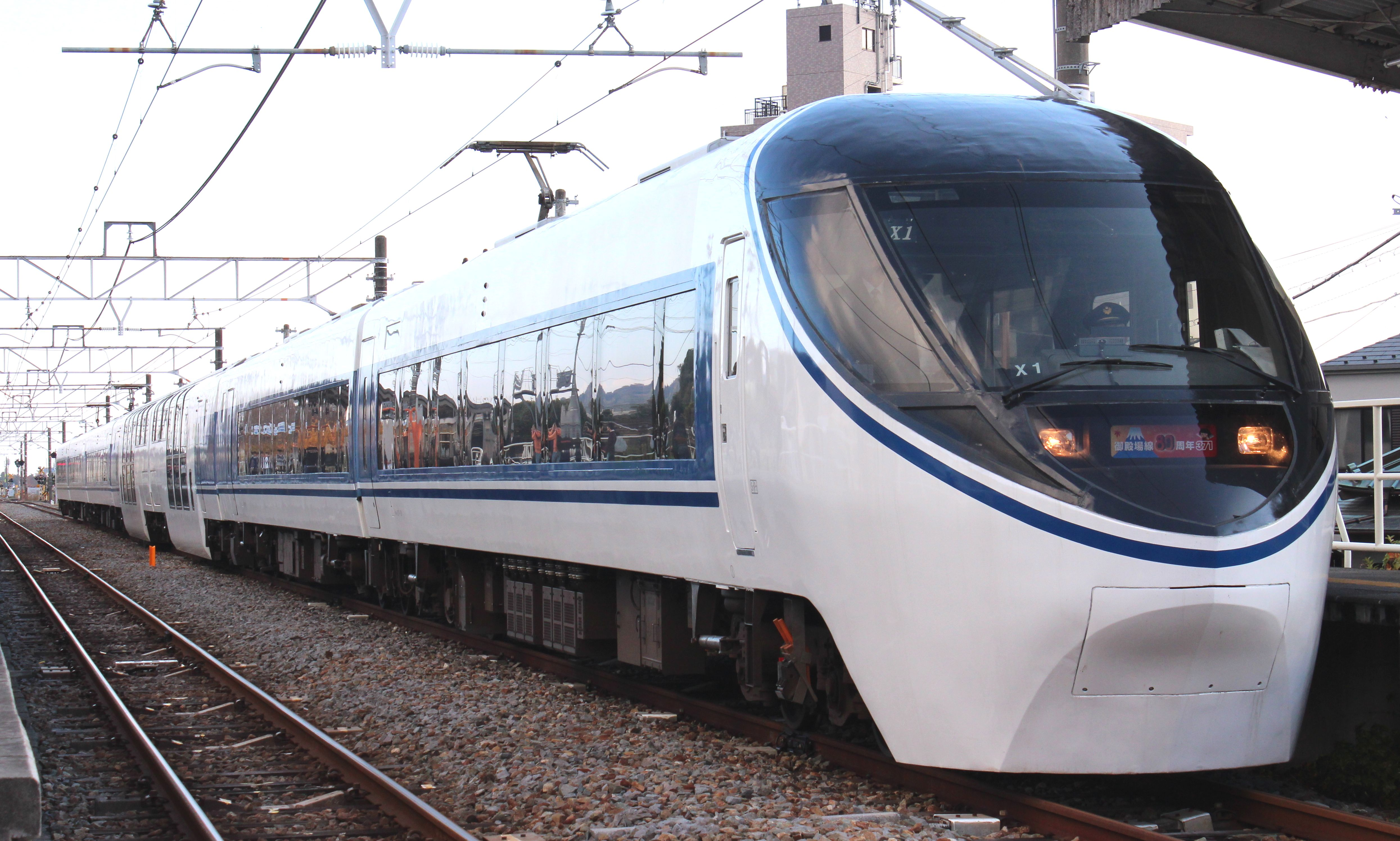
371系電車の最終運行となった、臨時列車｢御殿場線80周年371号｣。

　　2014年11月1日-3日・8日・9日に名古屋駅-奈良井駅間を各日1往復ずつ運行。
　　前年に引き続き売店の営業も行われた。
急行「御殿場線80周年371」号2014年11月22日・23日・24日・29日・30日
「御殿場線80周年」キャンペーンの一環として運行。同運用を最後に371系は退役となった。
団体列車
- 2013年7月4日 名古屋→奈良井
- 2013年9月14日・15日 JR東海ツアーズの「50プラス」ツアー「富士山トレイン371」として、9月14日は静岡→御殿場間、9月15日は静岡→岩波間で運転された。

## 富士急行8500系電車

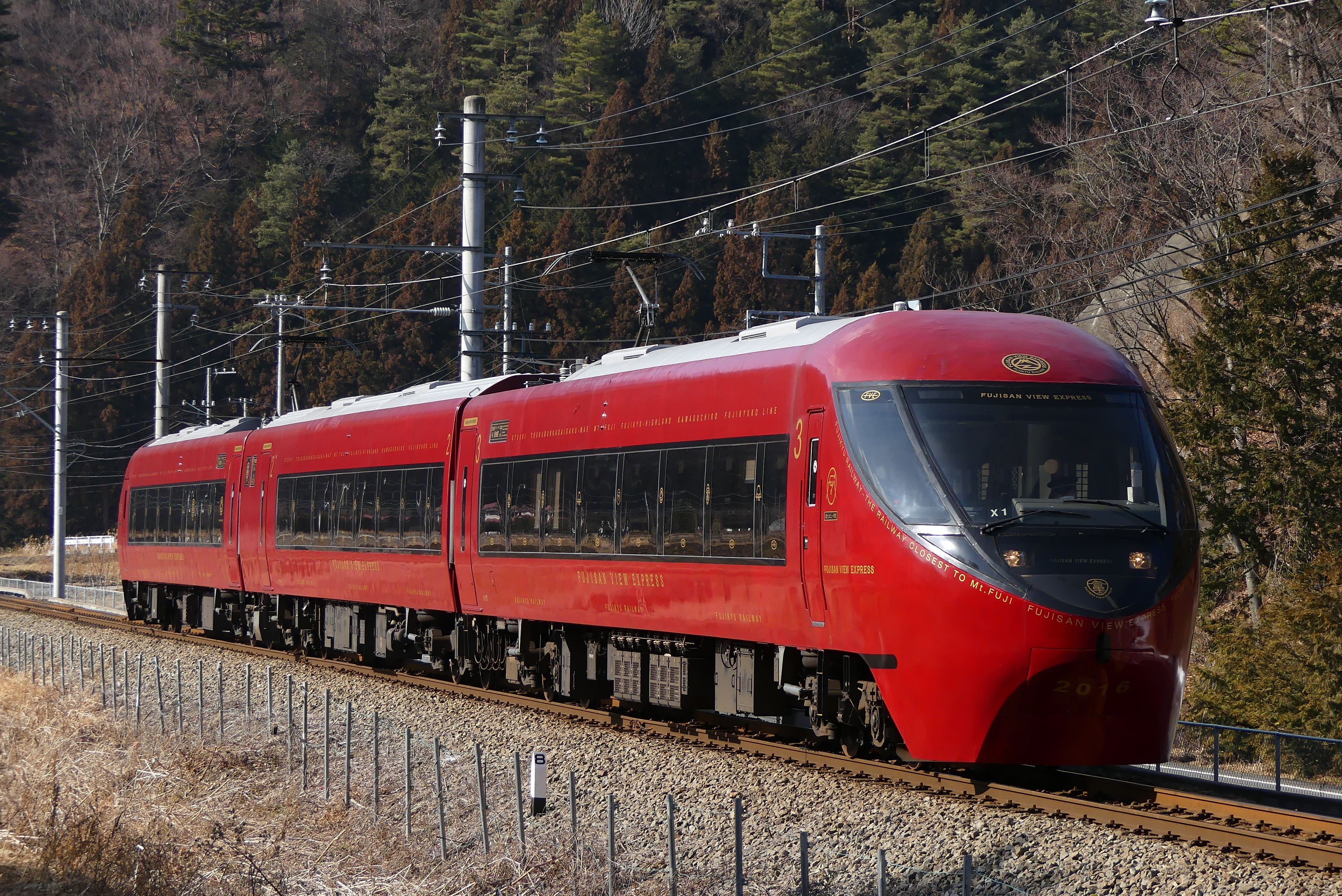
富士山ビュー特急で使用される8500系（2018年1月20日）

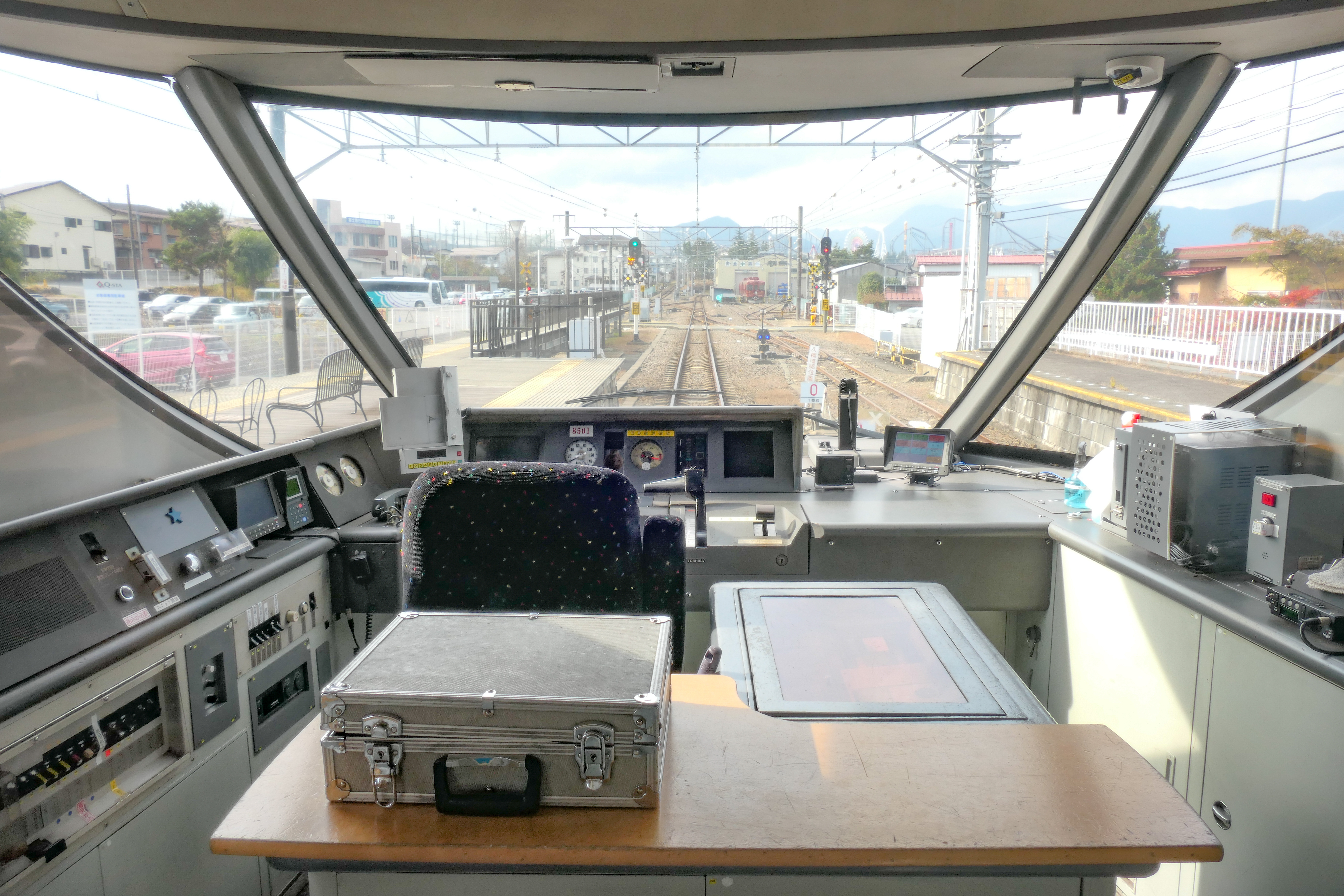
乗務員室
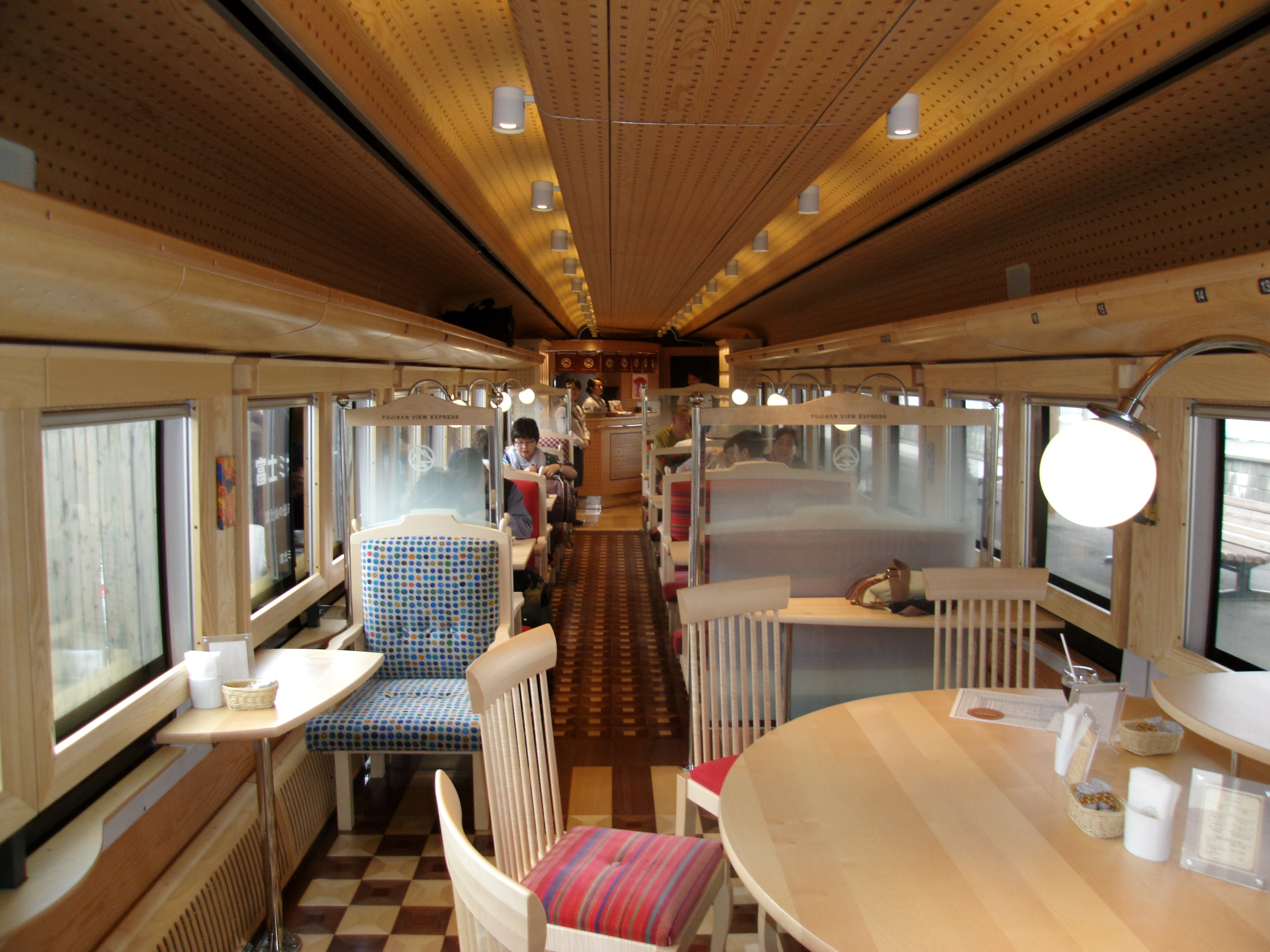
1号車内
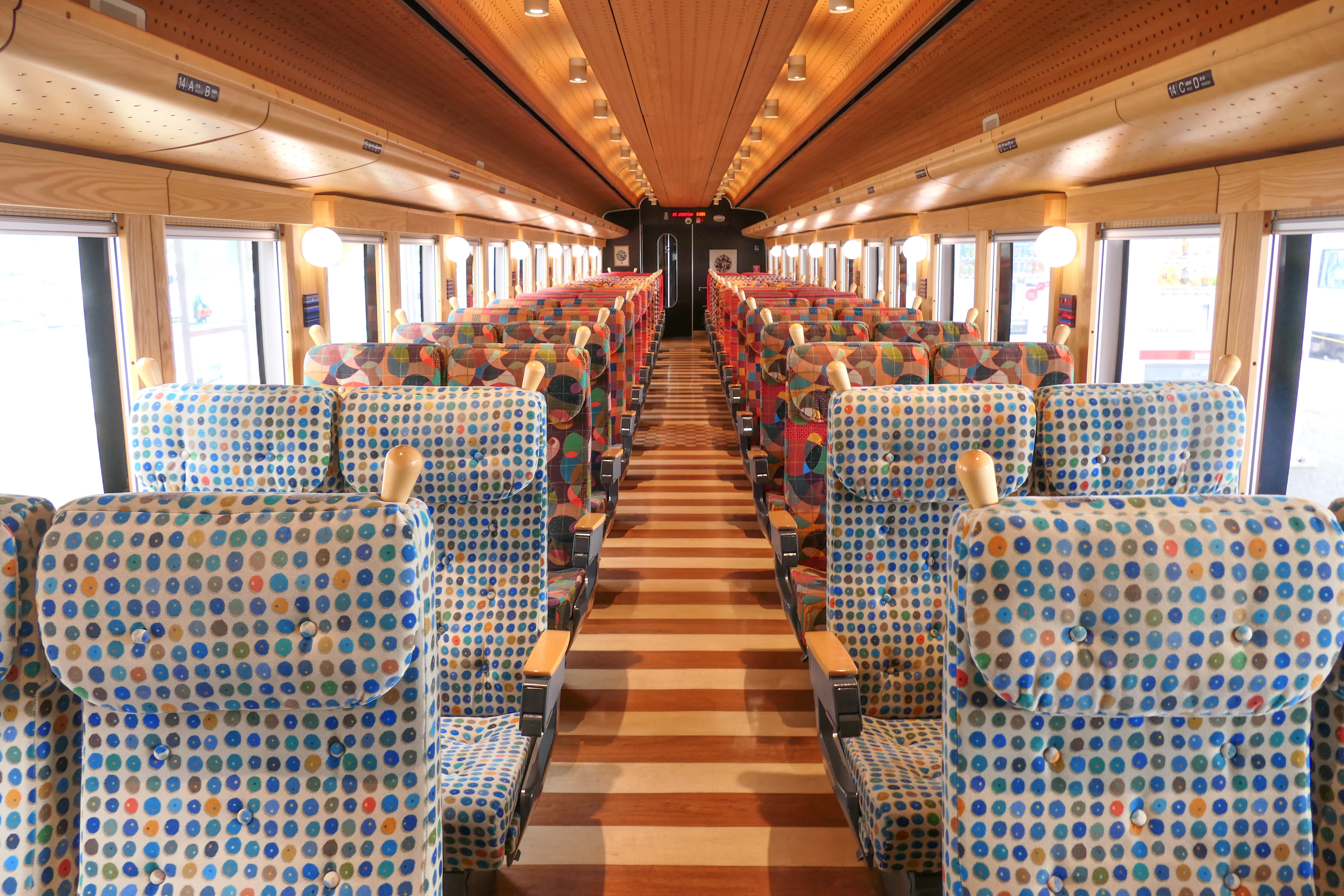
2号車内
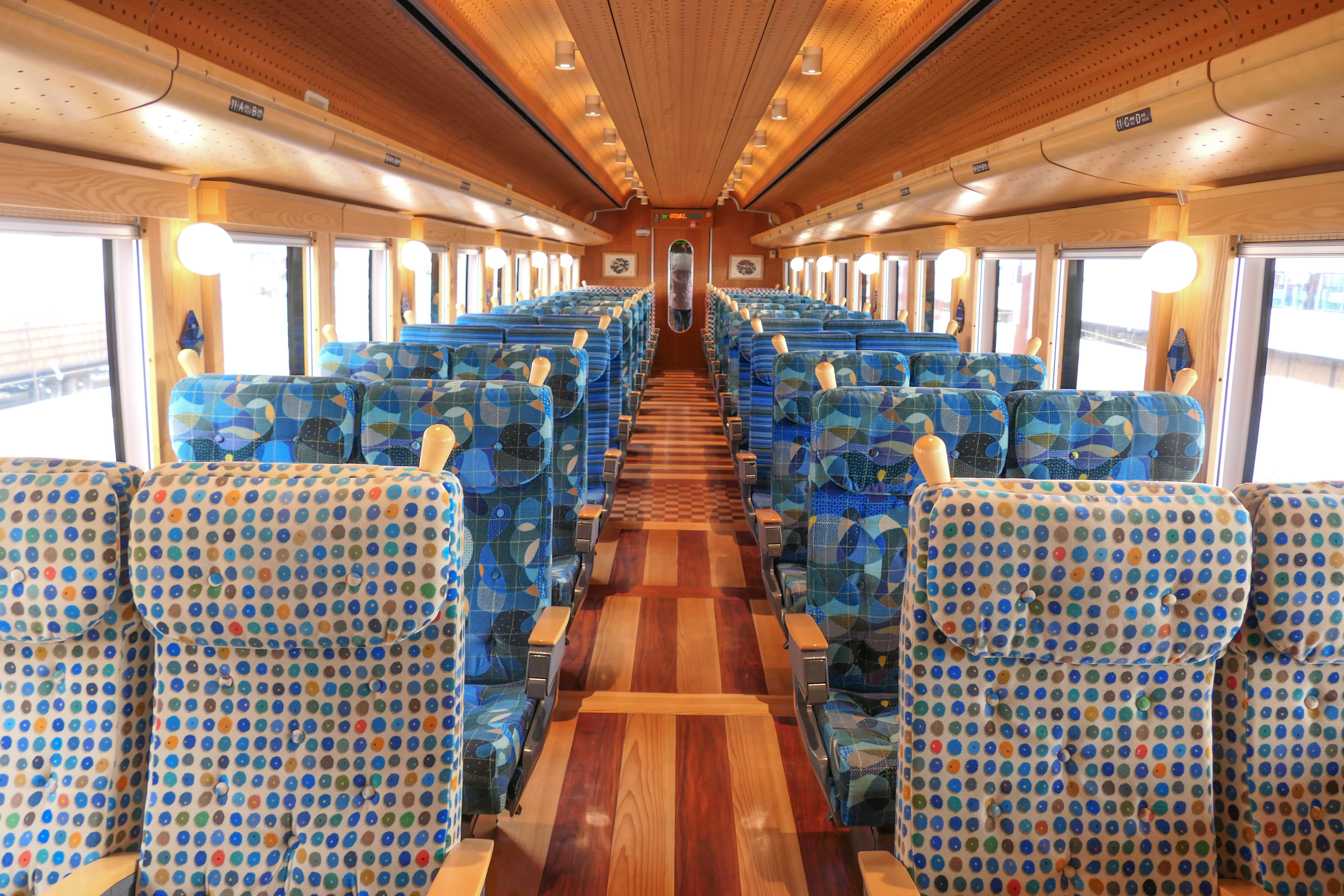
3号車内
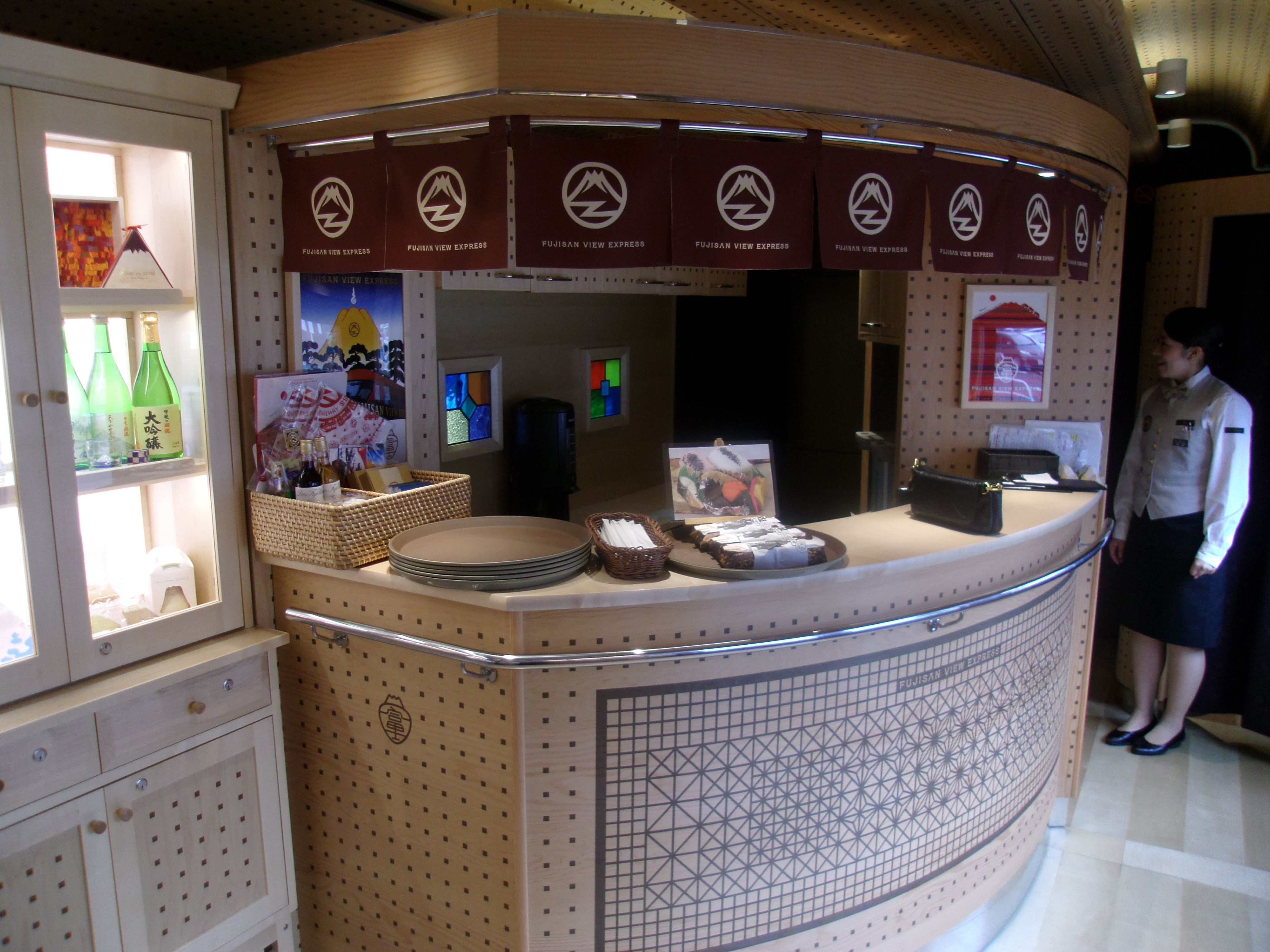
1号車内のサービスカウンター
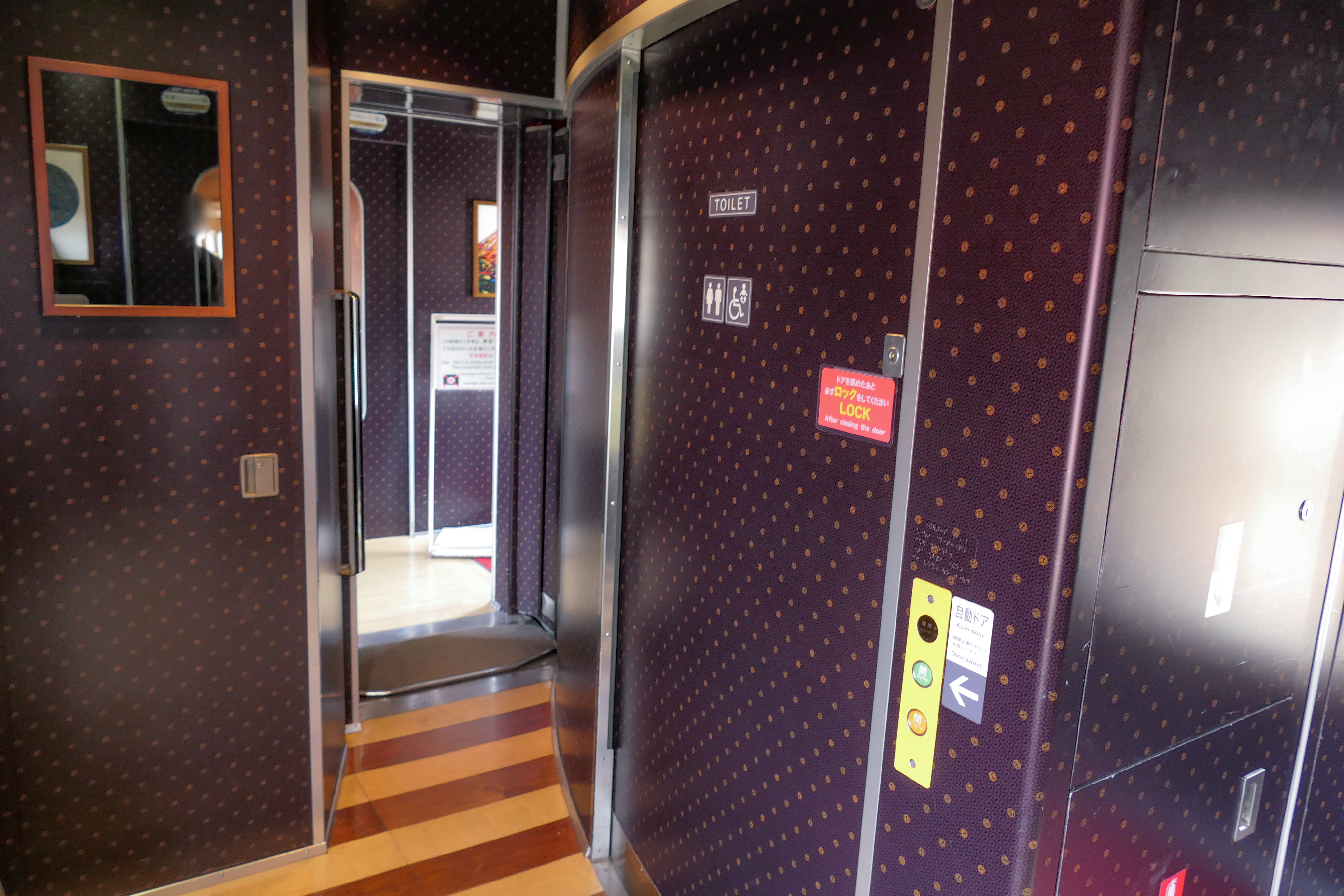
2号車内のトイレ外観

JR東海での運用終了後、2015年（平成27年）に富士急行へ譲渡された。「フジサン特急」として運転されてきた2000系（旧JR165系「パノラマエクスプレスアルプス」）の置き換え用として、7両編成から3両編成に短縮、内装と車体色を一新し、2015（平成27）年度中に営業運転を開始する計画が立てられた。なお、旧RSE車も同じく2000系の代替を目的として、2014年に富士急行へ譲渡されている。
車両デザインは水戸岡鋭治が手掛け、車両の改造はJR東日本の長野総合車両センターにてJR東日本テクノロジーが施工した。2015年3月にJR東海より譲渡された車両は同年9月30日に同センターでの改造を終えて出場、甲種輸送で長野→大月→富士山の経路で輸送されて納入された。
当初の予定よりは遅れたものの、納入された車両は同社の車両技術センターにて内外装の整備が施されたのち、「8500系」の形式名で2016年4月23日より「富士山ビュー特急」として運行を開始した。
同社における富士山ビュー特急の取得・改造費用は総額4億7069万9000円。
|                         | ← 富士山大月・河口湖 → |                      |                        |
| 号車                    | 1                      | 2                    | 3                      |
| 形式                    | クロ8550               | モハ8600             | クモハ8500             |
| 区分                    | Tsc                    | M'                   | Mc                     |
| 車両番号 （）内は旧番号 | 8551 （クモハ371-1）   | 8601 （モハ370-101） | 8501 （クモハ371-101） |
| 搭載機器                | SCV,CP,PT              | SCV,CP,BT            | CON,PT                 |
| 自重                    | 36.8t                  | 39.5t                | 41t                    |
| 車内設備                | 乗                     | WC                   | 乗                     |
| 定員 ()内は座席定員     | 26 (26)                | 92 (57)              | 88 (60)                |

Mc…制御電動車、M…電動車、CON…制御装置、SCV…補助電源装置、CP…電動空気圧縮機、PT…集電装置、BT…蓄電池
乗…乗務員室、WC…トイレ・化粧室
- 乗務員室
- 1号車内
- 2号車内
- 3号車内
- 1号車内のサービスカウンター
- 2号車内のトイレ外観